# Gilles Dyan
Gilles Dyan, né le 1er octobre 1960 à Tunis en Tunisie, est un homme d’affaires et marchand d'art français, président fondateur d’Opera Gallery, l’un des principaux réseaux internationaux de galeries d’art.

## Biographie
Gilles Dyan naît le 1er octobre 1960 à Tunis en Tunisie, de parents instituteurs. Il grandit à Paris.
Il étudie et travaille tout d'abord dans le domaine du marketing, et gagne sa vie en vendant des reproductions d'œuvres d'art,. En 1994, il ouvre à Singapour, sur proposition du Singapore Tourism Board, sa première galerie appelée Opera Gallery. Sa seconde galerie ouvre peu après sur la rue Saint-Honoré à Paris.
Peu à peu, il forme un réseau mondial de galeries d'art qui devient en 2004 le plus grand réseau international de galeries de ce type. En 2023, il en existe seize,, qui proposent des œuvres d'artistes tels que Pablo Picasso, Joan Miró et Marc Chagall et travaillent avec des artistes contemporains comme Manolo Valdés, David Kim Whittaker, André Brasilier, Lita Cabellut et Andy Denzler,. Il enregistre en 2018 un chiffre d'affaires de 200 millions d'euros.
Il devient membre de l'European Chamber of Expert-Advisors in Fine Art en 2000,.

## Décoration
- Chevalier de l'ordre national du Mérite (nommé le 15 mai 2025)[9].